# USS Constitution (1798)

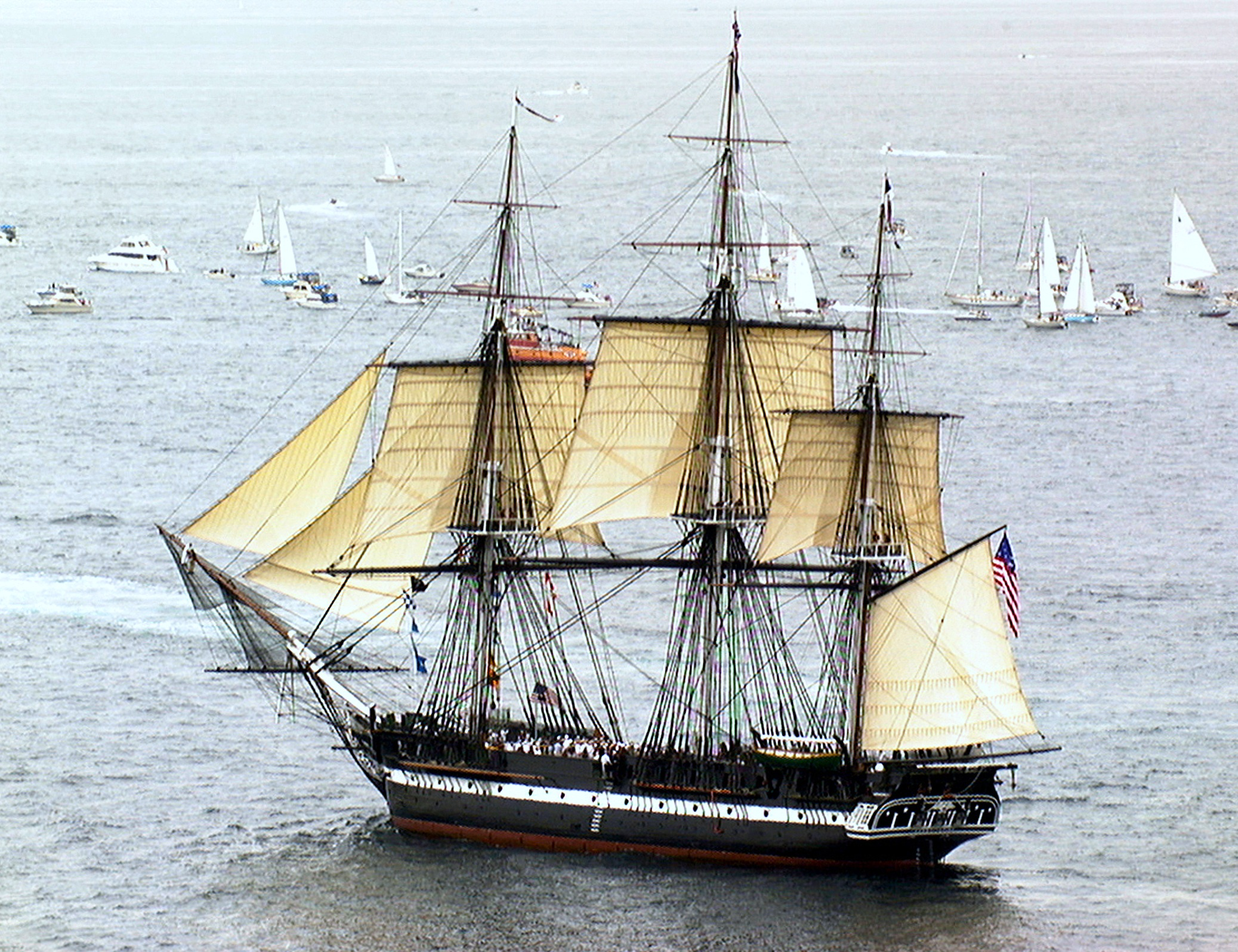
De USS Constitution vaart door de haven van Boston in 1997

De USS Constitution is een historisch uit hout gebouwd fregat met drie masten van de United States Navy. Het schip werd in 1797 te water gelaten, en werd door de toenmalige president van de Verenigde Staten, George Washington, genoemd naar de Grondwet van de Verenigde Staten (Engels: US Constitution).
Sinds 1997 ligt het schip afgemeerd in de haven van Boston in het stadsdeel Charlestown.

## Achtergrond
De Constitution was een van de eerste zes fregatten van de United States Navy, die gebouwd werden na het aannemen van de "Naval Act of 1794" door het Amerikaanse Congres. Het doel was om deze fregatten de belangrijkste oorlogsschepen van de Amerikaanse marine te maken, en daarom waren de Constitution en haar zusterschepen groter dan andere fregatten uit die tijd, en zwaarder bewapend. Anderzijds moesten ze sneller zijn dan linieschepen, die immers nog veel zwaarder bewapend waren. Toen de schepen in de vaart kwamen was de belangrijkste taak van de pasgevormde United States Navy het beschermen van koopvaardijschepen. 
De schepen werden ontworpen door Joshua Humphreys. Omdat de VS in die tijd nog veel oorspronkelijk bos had, was veel beter hout beschikbaar dan in Europa dat al ver kaalgekapt was, zodat de schepen ook robuuster waren. Dat de Amerikaanse marine slechts weinig schepen had was deels een voordeel omdat er zo geen tekort aan bemanningsleden was (die verdeeld moesten worden over heel veel schepen) en het dus geen bezwaar was dat de schepen zo groot werden.
De schepen werden elk op een andere werf, in een andere stad, gebouwd. Bedoeling was om zo de geboden werkgelegenheid te spreiden. Nadeel was dat dit bijdroeg aan vertragingen en kostenoverschrijdingen. In het geval van één fregat besloot een eigenwijze bouwer om het revolutionaire concept overboord te gooien en een kleiner, meer conventioneel fregat te bouwen (de praktijk leerde later dat dit niet goed uitpakte). Een andere vertragende factor was dat besloten was om de spanten te maken van natuurlijk gegroeide krommingen van een altijdgroene eik (het zogenaamde live oak, van Quercus virginiana). Aangezien die boom in de regel in moerassen groeit viel het uitzoeken en winnen van passende delen in de praktijk tegen. Door de kostenoverschrijdingen werd de bouw stil gelegd en werd besloten in eerste instantie slechts drie van de zes schepen af te bouwen (de andere drie volgden pas toen de omstandigheden zich wijzigden).

## In dienst
De Constitution werd gebouwd door de scheepswerf van Edmund Hartt in Boston, werd op 21 oktober 1797 te water gelaten, en maakte haar eerste vaart op 22 juli 1798. Ze was onder andere, van 1801-1805 (Eerste Barbarijse Oorlog), betrokken bij het verslaan van de Barbarijse zeerovers die Amerikaanse schepen in de Middellandse Zee bedreigden.

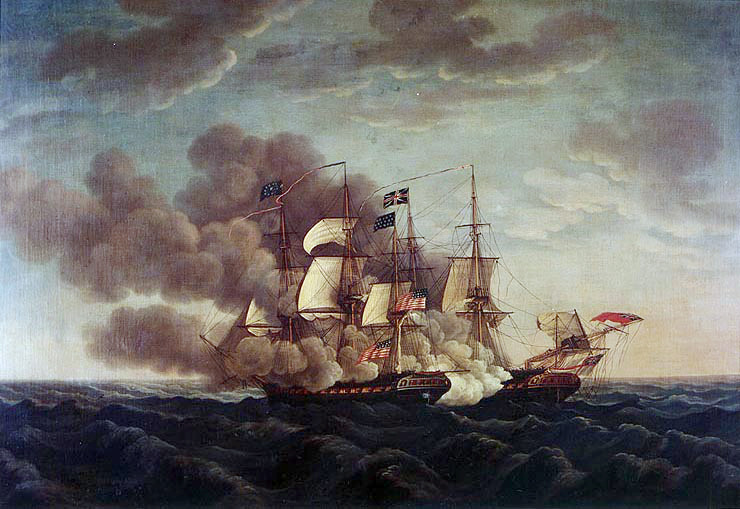
De USS Constitution strijdt tegen de HMS Guerrière, geschilderd door Michel Felice Corne (1752-1845)

De beroemdste acties van de Constitution waren die in de Oorlog van 1812 tegen Groot-Brittannië, toen het schip een groot aantal Britse koopvaardijschepen buit maakte en in één-op-één duels vijf Britse oorlogsschepen versloeg, de HMS Guerrière, Java, Pictou, Cyane en Levant (de Cyane en de Levant tegelijkertijd).
De slag met de HMS Guerriere leverde het schip de bijnaam "Old Ironsides" op omdat de Engelse kanonskogels de scheepsromp, gemaakt van eikenhout (wit eiken) met een dikte tot 65 centimeter, niet konden doorboren. Het schip kreeg hierdoor een grote publieke bekendheid, die het verscheidene malen van de sloop heeft gered.
In de veertiger jaren van de 19e eeuw diende de Constitution als het vlaggenschip voor de Amerikaanse vlooteenheden in de Middellandse zee en rond West-Afrika. In 1844-1846 maakte het schip een wereldreis met John Percival als kapitein. In meer dan vijfhonderd dagen op zee, legde de Constitution ruim tweeënvijftigduizend zeemijl af.
Tijdens de Amerikaanse Burgeroorlog diende het als een opleidingsschip voor de United States Naval Academy. Ook vervoerde het kunstwerken en ander tentoonstellingsmateriaal voor de Derde Wereldtentoonstelling in Parijs (1878). Nadat het de actieve dienst verliet in 1881, werd het afgemeerd om als tijdelijke huisvesting voor matrozen te dienen, waarna het in 1907 officieel tot museumschip werd verklaard.

## Restauratie

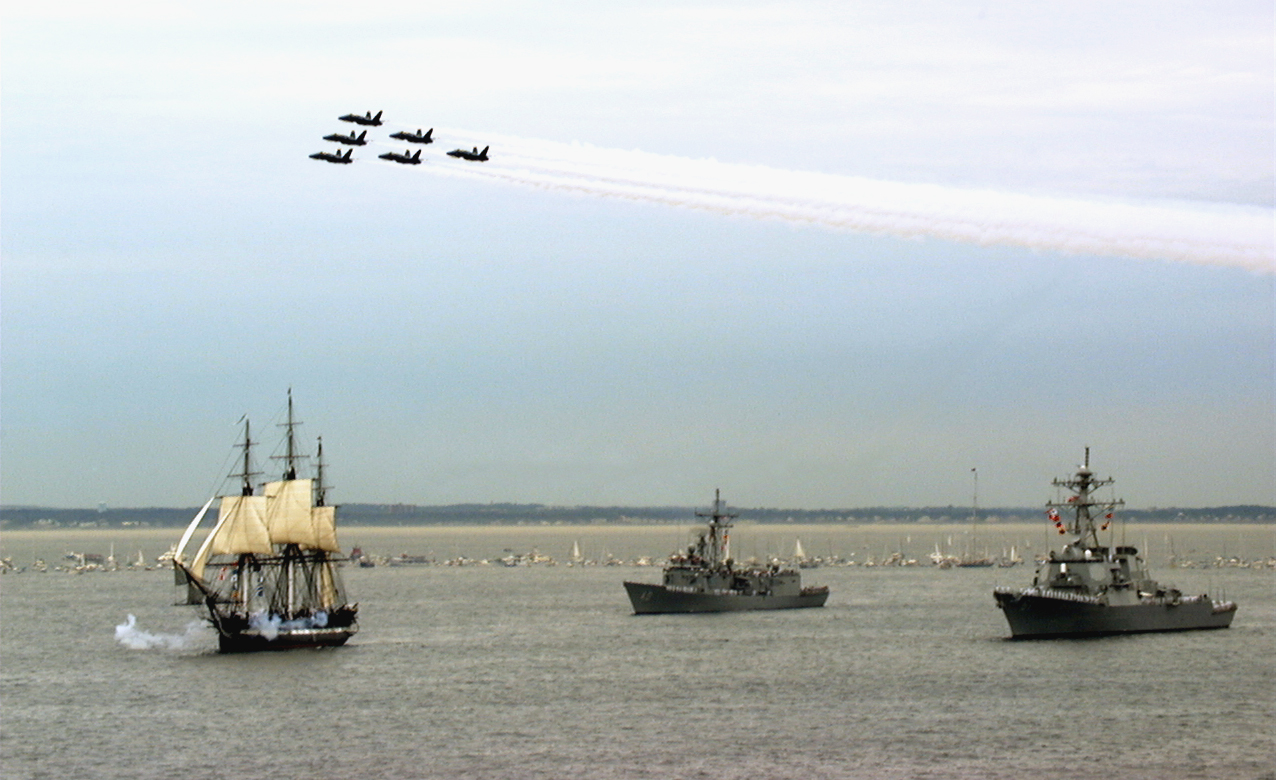
Op eigen kracht, 1997

In de twintigste eeuw werd het schip regelmatig gerestaureerd. In 1925 werd een grote restauratie ingezet (voor een groot deel door een publieksactie bekostigd), die er toe leidde dat zo'n 85% van het schip vervangen werd. Dit is inclusief de kannonen: vandaag de dag heeft het schip geen kanon dat ouder is dan 1930. In 1931 maakte de Constitution een drie jaar durende reis, waarbij negentig verschillende havenplaatsen in de Verenigde Staten aangedaan werden. Zo konden velen die bijgedragen hadden aan de kosten van restauratie zelf het schip zien.
Van 1972 tot 1974 werd bij een restauratie een omvangrijke hoeveelheid rood eiken verwijderd dat in de jaren vijftig geprobeerd was in de hoop dat het toch duurzaam zou zijn. Dat bleek niet het geval. Op dit punt werd besloten dat verdere restauratie gericht hoorde te zijn op de toestand zoals die bestond in 1812, het moment van grootste triompf.
Een tweede grote restauratie was van 1992 tot 1995, waarbij het niet makkelijk bleek om hout van de juiste kwaliteit te vinden. Toen werd ook besloten dat het schip weer klaar gemaakt diende te worden om op eigen kracht te zeilen. Na deze uitgebreide restauratie, was het schip in 1997 weer in staat om op eigen kracht (alhoewel met gereduceerd zeil) een vaartocht te maken in de haven van Boston ter gelegenheid van haar tweehonderdste verjaardag.

## DeConstitutionvandaag

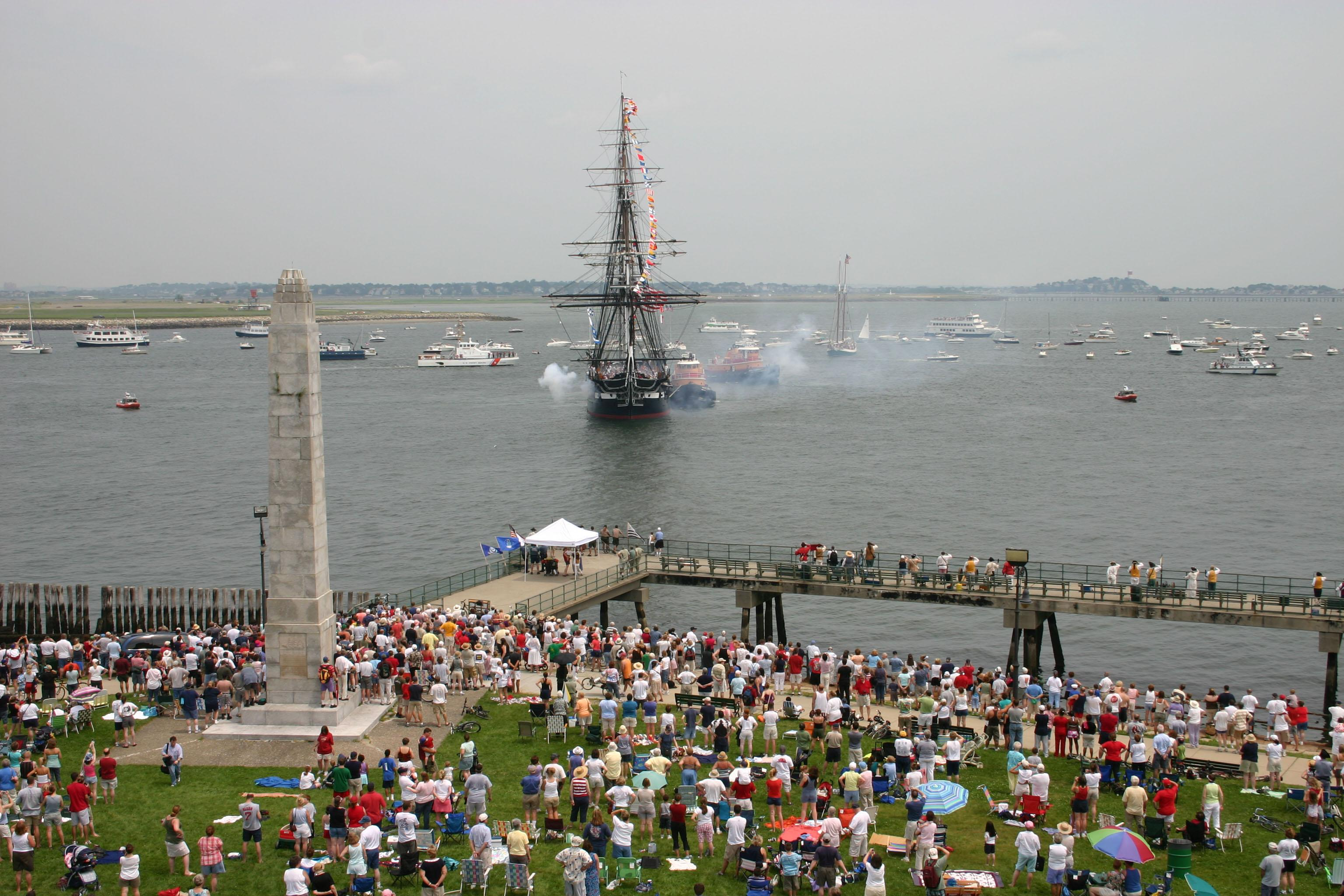
De Constitution geeft een saluut van 21 kanonschoten tijdens het "omdraaitochtje" op Independence Day

Tegenwoordig ligt de Constitution gemeerd aan pier 1 van de vroegere marinewerf in Charlestown, aan het einde van de Freedom Trail. Het schip is gedurende het hele jaar open voor bezoekers. Op de wal is er een particulier museum betreffende de geschiedenis van het schip.
De Constitution wordt bemand door 60 officieren en matrozen, die alle in actieve dienst zijn bij de United States Navy. De bemanning geeft rondleidingen, onderhoudt het schip, geeft lezingen voor scholieren en neemt deel aan officiële plechtigheden.
Ieder jaar op 4 juli, Independence Day, wordt het schip van zijn ligplaats gesleept voor een klein rondje door de haven van Boston, waarna het schip weer wordt aangemeerd, maar met de boeg in de tegengestelde richting vergeleken met de ligging voor de sleeptocht begon. Hierdoor wordt het schip over de jaren evenmatig aan de weersinvloeden blootgesteld. Er is grote belangstelling voor deze jaarlijkse turn around cruises.
Op 21 januari 2022 kreeg de Constitution voor het eerst een vrouw als commandant: Billie Farrell.